# Charles Allan Cathcart
Pour les articles homonymes, voir Charles Cathcart et Cathcart.
Charles Allan Cathcart (28 décembre 1759 - 10 juin 1788) est un noble et homme politique britannique. De 1784 à 1788, il est député du Clackmannanshire. En 1787, il est «investi de pleins pouvoirs par Sa Majesté et la Compagnie britannique des Indes orientales pour ouvrir un rapport commercial avec l'empereur de Chine » mourant en route. 

## Jeunesse et éducation
Charles Allan Cathcart est né le 28 décembre 1759. Il est le deuxième fils de Charles Cathcart (9e Lord Cathcart), et Jean, la fille de Lord Archibald Hamilton. Il a un frère aîné, William, et des frères cadets Archibald et George. Il a également des sœurs cadettes Jane, Mary et Louisa. Il est diplômé d'Eton en 1767. Il fait ses études à l'université de Glasgow, diplômé en 1772. 

## Carrière
Il rejoint l'armée britannique aux États-Unis en 1776 en tant que volontaire, jusqu'à ce qu'il soit commissionné au Royal Welch Fusiliers en tant que sous-lieutenant en 1777. Il devient capitaine du 77e régiment d'infanterie en décembre 1777. Alors qu'il navigue pour rejoindre son régiment en Irlande depuis New York, il est capturé par un corsaire français. Lorsqu'il est libéré, en 1780, il est nommé major et commandant en second du 98e régiment d'infanterie sous William Fullarton (en). En 1781, il sert en Inde, et il s'est illustré dans la bataille contre les Français à Cuddalore en juin 1783. 
En 1784, il est candidat de l'opposition avec le soutien de Thomas Dundas et gagne l'élection. Il siège de l'élection générale britannique le 10 avril 1784, jusqu'au 10 juin 1788, pour Clackmannanshire. Les 2 et 19 juillet 1784, il prend la parole à la Chambre lors des débats sur les Indes orientales dans lesquels il a « loué la capacité et l'intégrité de Hastings [sic] et, se concentrant sur l'organisation militaire, a appelé à une définition claire du statut des commandants en poste et du chef de l'administration civile. » Ses paroles ont été saluées par William Pitt le Jeune et Henry Dundas, qui ont déclaré qu'ils incorporeraient certaines de ses réformes proposées dans le projet de loi final. Il part en 1784 ou 1785 pour l'Inde. 
Après le départ de Cathcart pour l'Inde, Dundas l'a choisi pour ses « manières et sa bonne entente » pour négocier un traité commercial avec l'empereur de Chine. Cathcart aurait souhaité avoir le capitaine Erasmus Gower à ses côtés dans l l'ambassade, mais Gower était capitaine de pavillon du gouverneur John Elliot à Terre-Neuve à l'époque et par la suite, Cathcart a navigué avec le capitaine Richard Strachan dans le HMS Vestal. Il a été "investi de pleins pouvoirs par Sa Majesté et la Compagnie des Indes orientales pour ouvrir un rapport commercial avec l'empereur de Chine". Il a commencé son voyage comme envoyé spécial en Chine en 1787 et est décédé le 10 juin 1788 en route. 

## Mort et monument

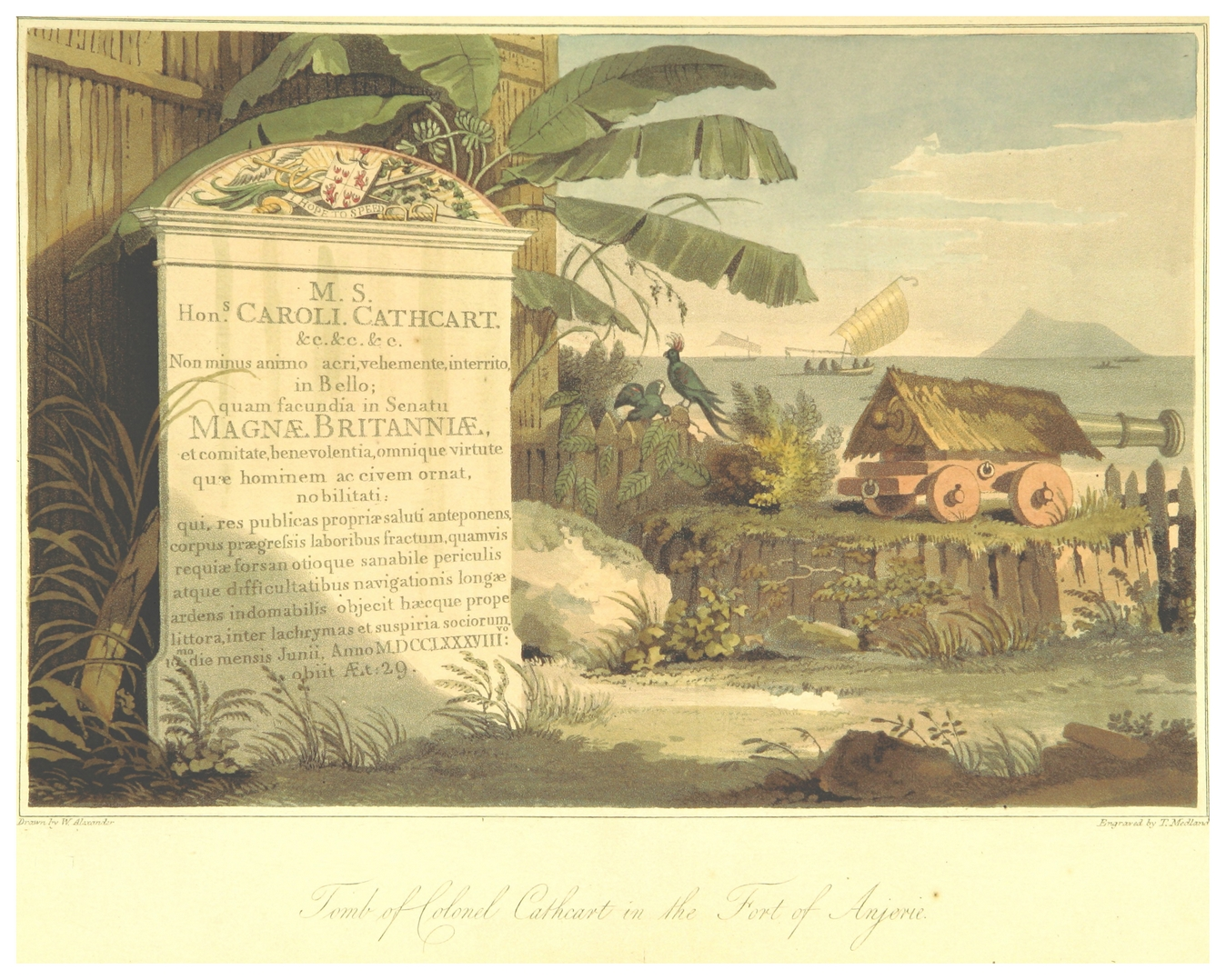
La pierre tombale du colonel Charles Cathcart, ambassadeur en Chine, décédé sur son navire et a été enterré dans un avant-poste néerlandais dans le détroit de la Sonde.

Lorsque Cathcart est mort en mer à bord du navire Vestal le 10 juin 1788 dans le détroit de Bangka au large de Sumatra, le navire est retourné à Anjer-Lor, Java occidental, en Indonésie, pour éviter de le laisser dans des eaux infestées de requins. Il a été enterré dans la matinée du 16 juin « au salut de minuscules canons tirés du Vestal et de volées d'armes légères. » Avant que ses compagnons ne retournent en Angleterre, ils lui ont construit un monument comprenant un panneau peint avec des inscriptions latines, conçu par Jules César Ibbetson. Le monument a été construit pour commémorer Cathcart comme «ordonné par l'honorable Thomas Stamford Raffles lieutenant-gouverneur de Java». L'année suivante, Ibbotson expose sa peinture de la scène funéraire à la Royal Academy. 